# Žanamari Perčić
Žanamari Perčić (ex Lalić) (Makarska, 8. rujna 1981.) pop/pop-rock kantautorica, poznata je po pobjedi u TV show-u Hrvatski Idol 2004. godine i kao natjecateljica 8. sezone HRT-ovog TV show-a Ples sa zvijezdama 2013. 
Bila je glavna vokalistica i autorica glazbe i stihova u sastavu J'Animals.

## Životopis
Već kao tinejdžerica postizala je zapažene rezultate na natjecanjima mladih pop pjevača. Nakon završenog studija American College for Management and Technology u Dubrovniku kreće u Njemačku gdje pod etiketom Clubware Recordsa 2001. godine izdaje prvi singl Feels Like Heaven. Nakon visokog plasmana na show-u Deutschland sucht den Superstar te pobjede na prvom Hrvatskom idolu potpisuje ugovor s izdavačkom kućom Croatia Records. Od tada je izdala prvi hit singl Treba mi snage za kraj te nedugo zatim i svoj prvi album Žanamari. 2005. godine nastupila je na Dori s pjesmom Kako da te volim, 2006. izvodeći singl Ljubav za jednu noć, dok na istom natjecanju 2007. godine nastupa s pjesmom Jedino moje prvi put kao kantautorica. Singlovima  Da mi daš još samo jednu noć (CMC Festival, 2008.), Ljubav (CMC Festival, 2009) te Crni leptire s kojim konkurira na 14. Hrvatskom radijskom festivalu, najavila je glazbeni preokret u pop-rock pravcu.
Od 2008. do 2011. nastupa sa sastavom Syndrome (Josip Konfic - bubanj, Luka Abrus - klavijature, Petar Vidaković - gitara, Pavle Sviličić - bas-gitara) izvodeći osim autorskih pjesama i domaće i strane pop-rock obrade, a u istom razdoblju djeluje i uz Matija Dedić Electric Band u svojevrsnoj zanimljivoj fuziji pop-rock vokalne izvedbe u jazz aranžmanu.
2009. Žanamari formira sastav J'Animals, sklapa novi autorsko-izvođački ugovor s Croatia Recordsom, ulazi u studio s Dejanom Oreškovićem i Igorom Ivanovićem te započinje stvarati prvi autorski album. Već prvim singlom Nije napola najavila je zvuk novog materijala s elementima pop rocka, čime je probudila znatiželju glazbene kritike i lavinu pozitivnih komentara publike. Drugi singl Kreten pomalo zavladao je radijskim eterom i dao vjetar u leđa cijelom projektu. Prilikom snimanja pjesme Oteti pa vraćeni u studio je ušao gitarist Jura Geci poznat po djelovanju u Voodoo Lizardsima i Emil Kranjčić prijašnji bubnjar Dead By Mistake-a te su zajedno odlučili formirati sastav. Nakon što su im se priključili basist Sebastian Jurić, koji djeluje i u Sane-u, i nekadašnji klavijaturist Voodoo Lizardsa Nikola Vranić, novi zvuk s naglašenim gitarama tražio je angažman još jednog gitarista. Gordan Dragić, gitarist i autor Skauta, u sastav je ušao posljednji, ali je svojim autorskim talentom vrlo brzo preuzeo vodeću ulogu u stvaranju novih rifova za Žanamari & J'Animals.
Ime sastava je proizašlo iz pseudonima J'Animale. Pjesme Krugovi, Dijagnoza, Gentleman i Oskar J'Animalsi su stvorili i snimili zajedno. Krugovima i promocijom u klubu Hard Place promovirali su album Druga vrsta izdan u studenom 2011. Za sljedeći singl s aktualnog albuma izabrali su pjesmu "Dijagnoza" te ju premijerno izveli na Rock večeri CMC Festivala u lipnju 2012., koja je naknadno dobila i akustičnu radio verziju. U međuvremenu Vranić je zbog obaveza vezanih uz solo projekt morao izaći iz sastava. Na jesen 2012. na mjesto Jure Gecija dolazi gitarist Dario Bulatović, sceni poznat po autorskom projektu Violate, a bas preuzima Tomislav Šušak, bivši član sastava Kinoklub i Ramirez.
Posljednji singl s aktualnog albuma Gentleman objavili su u live izvedbi iz Boćarskog doma gdje su nastupali ispred sastava Goran Bare i Majke u prosincu 2012. Na festivalu Melodijama Mostara 2013. godine osvajaju nagradu za najbolju interpretaciju (skladba Slobodan pad). U svibnju 2013. Nastupili su kao support velikom Joe Satrianiu u Zagrebu i Ljubljani u sklopu Unstoppable Momentum World Tour-a, gdje su premijerno izveli i najnoviji singl Kao da nema sutra te publici otvorili vrata u svoj novi opus. S promocijom istoga nastavili su i u lipnju i srpnju, zasviravši prvi put na Arsenal Fest-u (Kragujevac) te na EXIT Festival-u (Novi Sad).
U rujnu 2013. na mjesto Daria Bulatovića dolazi gitarist Rene Coner, dok mjesto basista J'Animalsa preuzima Mario Perčić. U prosincu 2013. u novom sastavu predstavljaju novi službeni singl Oči u oči/The Game of Shadows te najavljuju službenu premijeru novog video spota za 16.siječnja 2014.
U lipnju 2014. Žanamari se udaje za Marija Perčića te mijenja prezime u Perčić. U svibnju 2015. na svijet dolazi njihova prva kćerkica Gabriela.
U prosincu 2015. Žanamari se nakon porodiljne pauze vraća na glazbenu scenu pjesmom "Tako blizu" s kojom sudjeluje na 63. Zagrebačkom festivalu. Iako ponovo nastupa kao solo izvođač uz nju su i dalje isti članovi nekadašnjeg sastava J'Animals. Novu pjesmu napisala je zajedno s bivšim basistom Tomislavom Franjom Šuškom, a za produkciju je zaslužan Gordan Dragić.
U ožujku 2016. novim mainstream klupskim pop singlom "U ratu i ljubavi feat. Aleksandra Kovač" najavljuje preokret u glazbenom pravcu. Ovom "girl power" suradnjom Žanamari započinje svoju novu glazbenu eru. Spot je napravila njena vlastita produkcijska kuća V.R.H. Productions, a režirao ga je njen muž Mario Perčić.

## Diskografija

### Solo
Albumi
- Žanamari (16. kolovoza 2005.)

Maxi singl
- Crni leptire (15. lipnja 2009.)

Singlovi
- Kako da te volim (Dora, 2005.)
- Znam feat. Deen (2005.)
- Ljubav za jednu noć (Dora, 2006.)
- Jedino moje (Dora, 2007.)
- Trag na usnama feat. Mima (Budva, 2007.)
- Da mi daš još samo jednu noć (CMC, 2008.)
- Bijela robinja (HRF, 2008.)
- Sinoć nisi bila tu feat. Kemal Monteno (2008.)
- Ljubav (CMC, 2010.)
- Ne pitaj me (Šansona Šibenik, 2010.)
- I Feel Alone (2010.)
- U ovoj sobi feat. Hard Time (2013.)
- Tako blizu (2015.)
- U ratu i ljubavi feat. Aleksandra Kovač (2016.)
- Love on the floor feat. Joshua Macks (2017.)
- Pina colada feat. Joshua Macks (2017.)

### S J'Animalsima
- Druga vrsta (2011.)
- Kao da nema sutra (2013.)
- Oči u oči (2013.)

## Filmografija
- "Hitna 94" kao kriminalka (2008.)

## Sinkronizacija
- "Hotel Transilvanija 3: Praznici počinju!" (2018.)

## Vanjske poveznice
- Službene stranice  Arhivirana inačica izvorne stranice od 25. ožujka 2016. (Wayback Machine)
- Službene stranice na Facebooku
- Službene stranice na SoundCloudu
- Croatia Records
- Soundguardian Music Magazine (interview)  Arhivirana inačica izvorne stranice od 10. siječnja 2014. (Wayback Machine)
- MTV Music Television (Web music video premiere)  Arhivirana inačica izvorne stranice od 14. veljače 2013. (Wayback Machine)
- Story.hr Croatian Celebrity Magazine (Article)
- Gloria Magazine (article)
- IN Magazin Nova TV Television show (reportage)